# Volmerange-les-Mines
Volmerange-les-Mines település Franciaországban, Moselle megyében. Lakosainak száma 2284 fő (2022. január 1.). Volmerange-les-Mines Escherange, Kanfen, Ottange, Rochonvillers és Zoufftgen községekkel határos.

## Népesség
A település népessége az elmúlt években az alábbi módon változott:
| Lakosok száma | 2063 | 2156 | 2217 | 2189 | 2229 | 2269 | 2308 | 2288 | 2284 |
|               | 2013 | 2015 | 2016 | 2017 | 2018 | 2019 | 2020 | 2021 | 2022 |